# Kabinett Cleveland II
Grover Cleveland ist der erste Präsident in der Geschichte der Vereinigten Staaten, der zwei nicht zusammenhängende Amtsperioden absolvierte. Nach seinem Sieg 1884 und der Niederlage gegen Benjamin Harrison vier Jahre später kehrte der Demokrat als Wahlgewinner von 1892 ins Weiße Haus zurück, wo er weitere vier Jahre verblieb. Erst 1913 wurde mit Woodrow Wilson wieder ein Demokrat zum Präsidenten gewählt.
Gegenüber Clevelands erster Amtszeit gab es personell keine Kontinuität. Kein einziger Minister wurde ein weiteres Mal nominiert. Die vorherige Ministerliste ist unter Kabinett Cleveland I zu finden.
Mit Walter Q. Gresham gehörte auch ein ehemaliger Republikaner dem neuen Kabinett an. Er wechselte 1892 mit seiner Nummerierung zu den Demokraten. Gresham, zuvor unter Chester A. Arthur Post- und Finanzminister, hatte Cleveland schon im Vorfeld der Wahl unterstützt. Er übernahm das Außenministerium, starb aber bereits im Mai 1895.

## Mehrheit im Kongress
| Präsident                         | Präsident            | Kongress | Haus   | Haus    | Senat | Senat | Gesamt             | Gesamt             |
| --------------------------------- | -------------------- | -------- | ------ | ------- | ----- | ----- | ------------------ | ------------------ |
|                                   | Grover Cleveland (D) | 53.      |        | 220/356 |       | 44/88 |                    | Unified government |
| 54.                               | Grover Cleveland (D) |          | 93/357 |         | 40/90 |       | Divided government |                    |
| Quelle: Repräsentantenhaus, Senat |                      |          |        |         |       |       |                    |                    |

## Das Kabinett
| Ressort / Amt                                   | Amtsinhaber              | Partei | Partei       | Zeitraum  | Bild |
| ----------------------------------------------- | ------------------------ | ------ | ------------ | --------- | ---- |
| Präsident der Vereinigten Staaten               | Stephen Grover Cleveland |        | Demokrat (D) | 1893–1897 |      |
| Vizepräsident der Vereinigten Staaten           | Adlai Ewing Stevenson    |        | D            | 1893–1897 |      |
| Ministerämter                                   |                          |        |              |           |      |
| Außenminister der Vereinigten Staaten           | Walter Quintin Gresham   |        | D            | 1893–1895 |      |
| Außenminister der Vereinigten Staaten           | Richard Olney            |        | D            | 1895–1897 |      |
| Finanzminister der Vereinigten Staaten          | John Griffin Carlisle    |        | D            | 1893–1897 |      |
| Kriegsminister der Vereinigten Staaten          | Daniel Scott Lamont      |        | D            | 1893–1897 |      |
| Marineminister der Vereinigten Staaten          | Hilary Abner Herbert     |        | D            | 1893–1897 |      |
| Justizminister der Vereinigten Staaten          | Richard Olney            |        | D            | 1893–1895 |      |
| Justizminister der Vereinigten Staaten          | Judson Harmon            |        | D            | 1895–1897 |      |
| Postminister der Vereinigten Staaten            | Wilson Shannon Bissell   |        | D            | 1893–1895 |      |
| Postminister der Vereinigten Staaten            | William Lyne Wilson      |        | D            | 1895–1897 |      |
| Innenminister der Vereinigten Staaten           | Michael Hoke Smith       |        | D            | 1893–1896 |      |
| Innenminister der Vereinigten Staaten           | David Rowland Francis    |        | D            | 1896–1897 |      |
| Landwirtschaftsminister der Vereinigten Staaten | Julius Sterling Morton   |        | D            | 1893–1897 |      |